# Pelham Manor
Pelham Manor es una villa ubicada en el condado de Westchester en el estado estadounidense de Nueva York. En el año 2000 tenía una población de 5,466 habitantes y una densidad poblacional de 1,507.5 personas por km².

## Geografía
Pelham Manor se encuentra ubicado en las coordenadas 40°53′35″N 73°48′27″O / 40.89306, -73.80750. Según la Oficina del Censo, la ciudad tiene un área total de 3,6 km² (1,4 mi²), de la cual 3,4 km² (1,3 mi²) es tierra y 0,3 km² (0,1 mi²) (3.65%) es agua.

## Demografía
Según la Oficina del Censo en 2000 los ingresos medios por hogar en la localidad eran de $112,553, y los ingresos medios por familia eran $138,231. Los hombres tenían unos ingresos medios de $93,054 frente a los $52,424 para las mujeres. La renta per cápita para la localidad era de $61,104. Alrededor del 3.1% de la población estaban por debajo del umbral de pobreza.